# SINDRA
「SINDRA」（シンドラー）は、vistlipの7枚目のシングル。2011年6月1日発売。発売元はマーベラスエンターテイメント。

## 解説
- 「Hameln」から1年ぶりのシングル。
- 通常版と、ブックレット付きの「lipper」と、「SINDRA」video clip付き「visiter」の3タイプ発売。
- vistlip初となる3タイプ発売である。
- このシングルで初のチャートTOP10入りを果たした。

## 収録曲

### visiter
CD
1. SINDRA
  - 作詞: 智、作曲: Tohya、編曲: vistlip
2. chapter:ask 
  - 作詞: 智、作曲: 海、編曲: vistlip

DVD
1. 「SINDRA」 VIDEO CLIP収録

### lipper
CD
1. SINDRA
2. chapter:ask
3. July VIIth[Re:birth]
  - 作詞: 智、作曲: Yuh、編曲: vistlip

その他
1. 豪華16pブックレット付き

### 通常盤
1. SINDRA
2. chapter:ask
3. B.P.M. DIRECTION
  - 作詞: 智、作曲: Yuh、編曲: vistlip